# Dołmatowo (rejon kiczmiengsko-gorodiecki)
Dołmatowo (ros. Долматово) – wieś w Rosji, w rejonie kiczmiengsko-gorodieckim obwodu wołogodzkiego. W 2010 r. liczyła 18 mieszkańców.